# Investitionshilfegesetz
Das Investitionshilfegesetz (IHG) (auch Investitionshilfefonds) war ein Schweizer Bundesgesetz zur Förderung von Infrastrukturaufgaben von finanzschwachen Gemeinden der Berggebiete. Die 54 IHG-Regionen waren auf Alpen, Voralpen und Jura beschränkt und umfassten 1222 Gemeinden (Stand 2000). Es war ein Beispiel des föderalistischen Subsidiaritäts- und Solidaritätsprinzips. Mit dem Inkrafttreten der Neuen Regionalpolitik (NRP) wurde das IHG per 1. Januar 2008 aufgehoben.

## Finanzierungsmodell
Bund und Kantone hatten von 1974 bis 2008 mit regelmässigen Beiträgen einen Fonds mit einem Kapital von rund 1,5 Milliarden Schweizer Franken ausgestattet. Der grösste Teil des Fonds war in Form von langfristig (30 Jahre) rückzahlbaren, meist unverzinslichen Darlehen an Berggemeinden ausgeliehen worden. Fast alle Darlehen wurden jeweils zurückbezahlt.
Der IHG-Fonds wird im Rahmen der Neuen Regionalpolitik (NRP) unter der Bezeichnung «Fonds für Regionalentwicklung» weitergeführt und bildet das Finanzierungsgefäss für sämtliche regionalpolitischen Massnahmen des Bundes.

## Unterstützte Projekte
Seit 1974 konnten mit etwa 3 Milliarden Franken Fondsdarlehen über 8'000 Projekte unterstützt werden, das heisst, der Fonds konnte fast drei Mal umgesetzt werden. Im Sinne der Hilfe zur Selbsthilfe wird immer nur ein Teil der gesamten Projektkosten durch Fondsdarlehen gedeckt. Mit dieser Bundeshilfe, eigenen Geldern und Patenschaftsbeiträgen (Schweizer Patenschaft für Berggemeinden) konnten die Berggemeinden Investitionen in der Gesamthöhe von rund 19 Milliarden Franken tätigen.

## Evaluation der Zielerreichung
Die Evaluation der Investitionshilfe für Berggebiete IHG durch die Universität St. Gallen und das C.E.A.T. Lausanne vom Jahre 2004 hat ergeben, dass das 1974 vom Gesetzgeber vorgegebene Ziel, die kleinen Berggemeinden zu stärken und die dezentrale Besiedelung in den Bergregionen zu erhalten, weitgehend erreicht wurde.  Die Existenzbedingungen und die Wohn- und Standortattraktivität sind besser geworden. Als Indikator wird die Arbeitslosenquote genannt. Diese liegt in den mit IHG-Geldern unterstützten Gemeinden unter dem gesamtschweizerischen Durchschnitt. Das wirtschaftliche Wachstum ist langsamer als im Mittelland, dafür sind Konkurse seltener.

## Umbau
Im Rahmen der Neuen Regionalpolitik wurde der Fonds in Anlehnung an die sogenannten «EU-Geldtöpfe» umgebaut und heisst nun «Fonds für Regionalentwicklung». Das IHG-Fondsgeld wurde in den «Fonds für Regionalentwicklung» überführt und in Aktien und Obligationen angelegt. Zinsen und Dividenden werden für die à fonds perdu-Subventionierung von Unternehmen nach ökonomischen Kriterien verwendet. Kritiker dieses Umbaus wiesen auf die Gefahr hin, dass Unternehmen sich an die Subventionierung gewöhnen könnten und dass solche Finanzierungsmodelle korruptionsanfällig seien.